# كأس أوكرانيا 2001–02
كأس أوكرانيا 2001–02 (بالأوكرانية: Кубок України з футболу 2001—2002)‏ هو الموسم 11 من كأس أوكرانيا. أقيم خلال الفترة 14 يوليو 2001 وحتى 26 مايو 2002، وكان عدد الأندية المشاركة فيه 59، وفاز فيه نادي شاختار دونيتسك.